# Camillo Pecci
Conte Camillo Pecci (Roma, 1º marzo 1855 – Roma, 20 febbraio 1920) è stato un nobile e militare italiano, comandante della Guardia Palatina d'Onore.

## Biografia

### Infanzia

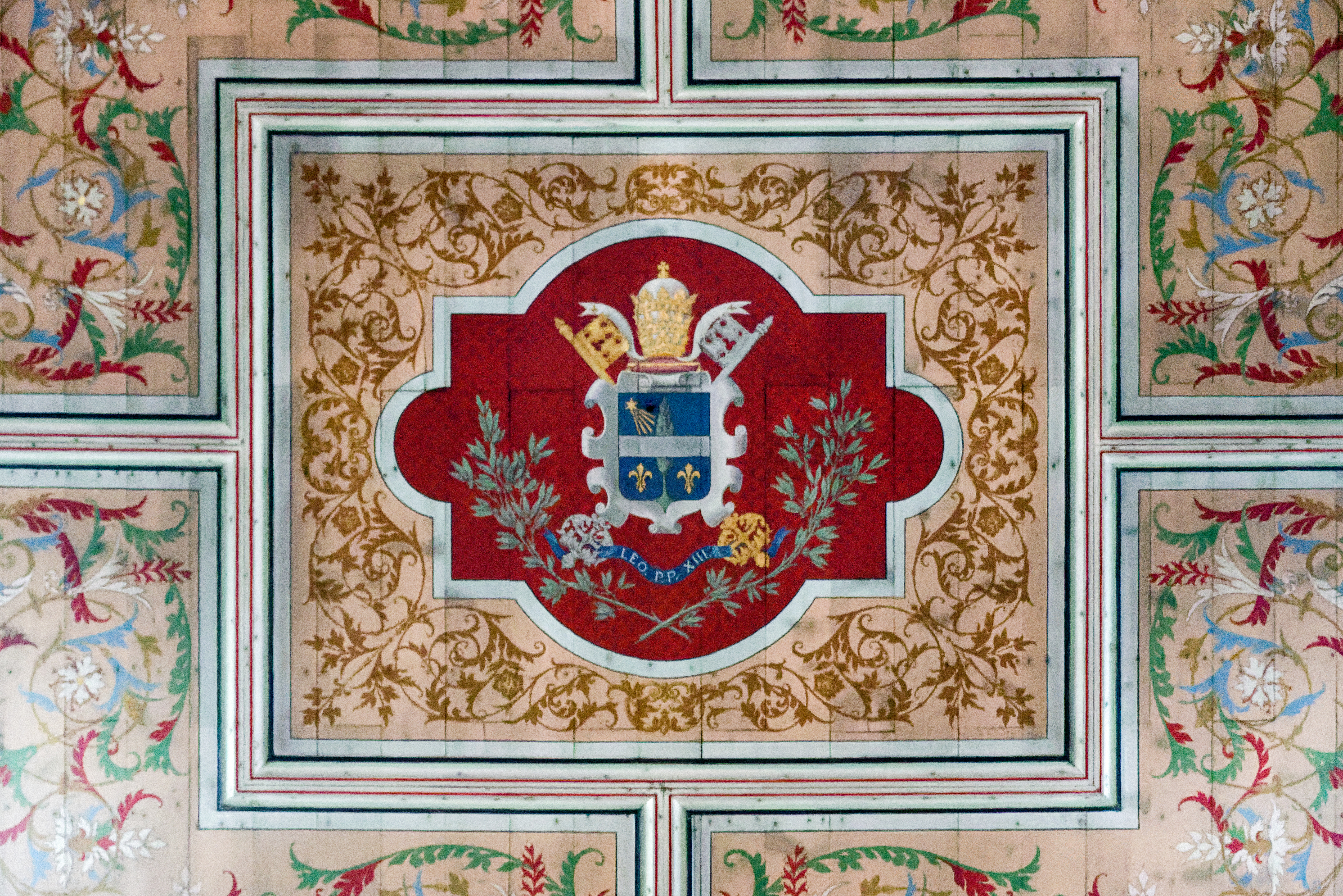
Stemma di papa Leone XIII Pecci

Nato dalla nobile famiglia dei Conti Pecci, originari di Carpineto Romano, Camillo era figlio di Giovanni Battista Pecci, fratello del futuro papa Leone XIII e del cardinale nipote Giuseppe Pecci, e di sua moglie, Angela Salina.

### Carriera militare
La famiglia lo avviò alla carriera militare nell'esercito pontificio, ma quando lo zio divenne pontefice lo fece assegnare col grado di tenente alle milizie di palazzo. Più che il ruolo di militare, durante il pontificato dello zio, Camillo Pecci svolse la funzione di suo confidente e anche di segretario, intrattenendo preziosi rapporti, tra gli altri, anche con Eugenio Pacelli (futuro Pio XII) col quale costruì una solida amicizia.

### Matrimonio

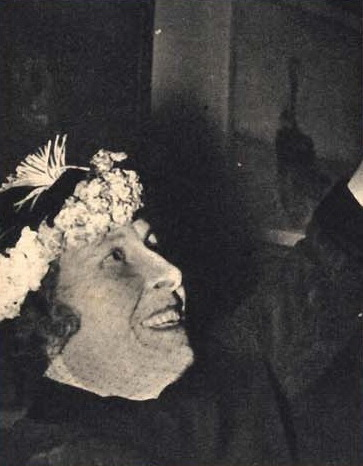
Anna Laetitia Pecci nel 1952

Sposò Sylvia Bueno y Garzón, nobildonna spagnola dalla quale ebbe l'unica sua figlia, Anna Laetitia Pecci (meglio nota col nomignolo di Mimì, nonna della futura scrittrice Gaia de Beaumont), che fu una nota collezionista d'arte e mecenate nella Roma della prima metà del Novecento.

### Comandante della Guardia Palatina
Solo dopo la morte di Leone XIII nel 1903 divenne comandante della Guardia Palatina sotto il pontificato di Pio X, rimanendo in carica sino al suo pensionamento nel 1912.

### Ultimi anni e morte
Si ritirò dunque a vita privata, morendo a Roma nel 1920.

## Discendenza
Camillo e Sylvia Bueno y Garzón ebbero una figlia:
- Anna Laetitia Pecci, meglio nota come Mimì.